# Maurice Abiven
Maurice Abiven (né le 10 février 1924 à Brest, Finistère, et mort le 27 mai 2007 dans le 15e arrondissement de Paris) est un médecin français, spécialiste de médecine interne, l'un des pionniers de la pratique des soins palliatifs en France.

## Biographie
En 1987, il crée la première unité de soins palliatifs française à l'hôpital international de la Cité universitaire à Paris, inaugurée en présence de François Mitterrand, président de la République.
En 1989, il participe à la fondation de la Société française d'accompagnement et de soins palliatifs (SFAP), dont il préside le Conseil d'administration de 1989 à 1993, et dont il reste président émérite.
Catholique libéral, il cosigne avec un certain nombre de personnalités scientifiques, religieuses et de la presse un Appel aux chrétiens. Pour une réflexion sur les procréations médicalement assistées (octobre 1990), texte qui veut répondre à l'instruction romaine Donum Vitae (1987), publiée par le cardinal Ratzinger, futur Benoît XVI, et jugée trop restrictive en matière de bioéthique. En décembre 1993, il apporte sa signature au manifeste Désirer un enfant. Enjeux éthiques des procréations médicalement assistées. Des chrétiens s'expriment. Ce document est signé par des mouvements d'Église et des personnalités contestant l'enseignement du Magistère. Les auteurs entendent apporter leur réflexion à un « vrai dialogue » dans l'Église « en dehors de tout blocage dogmatique ». Leur réflexion philosophique et morale reste malheureusement assez sommaire et fait bon marché d'une anthropologie que l'Église a toujours défendue.[non neutre] La publication de ce manifeste est en quelque sorte l'acte de naissance du groupe Paroles, cercle d'intellectuels catholiques et protestants aux positions libérales.
Maurice Abiven est décédé le 27 mai 2007 à l'âge de 83 ans.

## Ouvrages
- Pour une mort plus humaine. Expérience d'une unité hospitalière en soins palliatifs. (en collaboration), Masson, 2004, 208 pages
- Euthanasie. Alternatives et controverses (en collaboration). Presses de la Renaissance, 2000, 314 pages
- Un autre goût de la vie (préface). Le Cerf, 1996
- Une éthique pour la mort. Desclée de Brouwer, 1995, 166 pages
- Yves de Gentil-Baichis, Vivre avec celui qui va mourir : Comment entourer et accompagner les derniers moments de la vie, Paris, Centurion, 1990, 101 p. (ISBN 2-227-36219-7, LCCN 91219189) (en collaboration avec le docteur Maurice Abiven).
- Humaniser l'hôpital, Fayard, 1976